# Orde van Sint-Jan
Orde van Sint Jan is een van de oorspronkelijke benamingen van de Johannieterorde. Ze is genoemd naar haar beschermheilige, Johannes de Doper. Deze ridderorde ontstond rond het jaar 1100 en splitste zich vanaf de 16e eeuw in een katholieke en meerdere protestantse takken. Inmiddels is het een parapluterm geworden van verschillende internationale ridderorders.

## Katholieke orde
De katholieke orde is de eerste niet-onafhankelijke (van de kerk) voortzetting van de oorspronkelijke Johannieterorde. Deze orde wordt kortweg "Maltezer Orde" of "Orde van Malta" genoemd sinds zij in 1530 haar zetel naar het eiland Malta verplaatste. De officiële naam van deze orde is
Soevereine Militaire Hospitaal Orde van Sint Jan van Jeruzalem, van Rhodos en van Malta
In Spanje was tussen 1875 en het derde kwart van de 20e eeuw een officieel erkende Hospitaalorde van Sint Jan actief.

## Protestantse orden
Als gevolg van de Reformatie scheidde zich medio 16e eeuw de protestants geworden Duitse afdeling af en bleef de oude naam Johannieterorde voeren, net zoals later (her)opgerichte protestantse afdelingen in Zweden, Nederland en Engeland:
- De Balije Brandenburg van de Johannieter Orde
Van deze Duitse Johannieter Orde splitsten zich in 1945, resp. 1946 af:
- De Johanniter Orde in Zweden (Johanniterorden i Sverge)
- De Johanniter Orde in Nederland
Engelse edellieden richtten in 1814 een eigen orde op:
- De Orde van Sint Jan (Order of Saint John)

## Samenwerking
De vier bovengenoemde protestantse orden sloten in 1961 in de kerk van Niederweisel een verbond dat de "Alliance Internationale" of Alliantie van Niederweisel heet en in Genève kantoor houdt.
Sinds het pontificaat van paus Johannes XXIII werken de protestantse en katholieke orden samen in de zieken- en armenzorg, zowel lokaal als internationaal. De orden werken bovendien intensief samen met het Internationale Rode Kruis.